# Dipannita Sharma
Dipannita Sharma (Asamés: দীপান্বিতা শৰ্মা) (n. 2 de noviembre de 1976) es una modelo, empresaria y actriz. Se dio a conocer después de haber sido una los cinco finalistas del concurso Miss India 1998. También fue jurado en el mismo concurso. También ha hecho un par de programas de televisión que empiezan por la Vida Nahi Hai Laddoo. Ella hizo su debut en el cine con la película de 2002, 16 de diciembre.

## Vida personal
Dipannita nació en Oil India Limited. Su padre era un médico en el O.I.L Hospital. Estudió en el Colegio Niño Jesús, Krishna Nagar, Guwahati hasta su nivel noveno (bachillerato), y persiguió al resto de sus académicos escolares de la escuela Santa María, Naharkatia.
Está casada con el empresario Delhi Dilsher Singh Atwal, un empresario de tercera generación que está en el negocio familiar de la minería, y en la actualidad vive en Mumbai, India.

## Filmografía
| Año  | Título               | Personaje       | Otras notas                                                     |
| ---- | -------------------- | --------------- | --------------------------------------------------------------- |
| 2002 | 16 Diciembre         | Sheeba          | Nominada— Premios Zee y Pantalla Premio al Mejor Debut Femenino |
| 2004 | Dil Vil Pyar Vyar    | Payal Singh     |                                                                 |
| 2004 | Asambhav             | Kinjal          |                                                                 |
| 2005 | My Brother... Nikhil | Leena Gomes     |                                                                 |
| 2005 | Koi Aap Sa           | Preeti          |                                                                 |
| 2011 | Ladies VS Ricky Bahl | Raina Parulekar | Nominada - (Zee Cine Awards 2012 mejor categoría femenina)      |
| 2012 | Jodi Breakers        | Maggie          |                                                                 |

### Shows de televisión
| Nombre                             | Canal      |
| ---------------------------------- | ---------- |
| Har dil jo love karega             | Zoom       |
| Wills Lifestyle India Fashion Week | STAR World |
| Fear Factor - Khatron Ke Khiladi   | Colors TV  |
| MTV making the cut                 | MTV India  |